# 오뎅

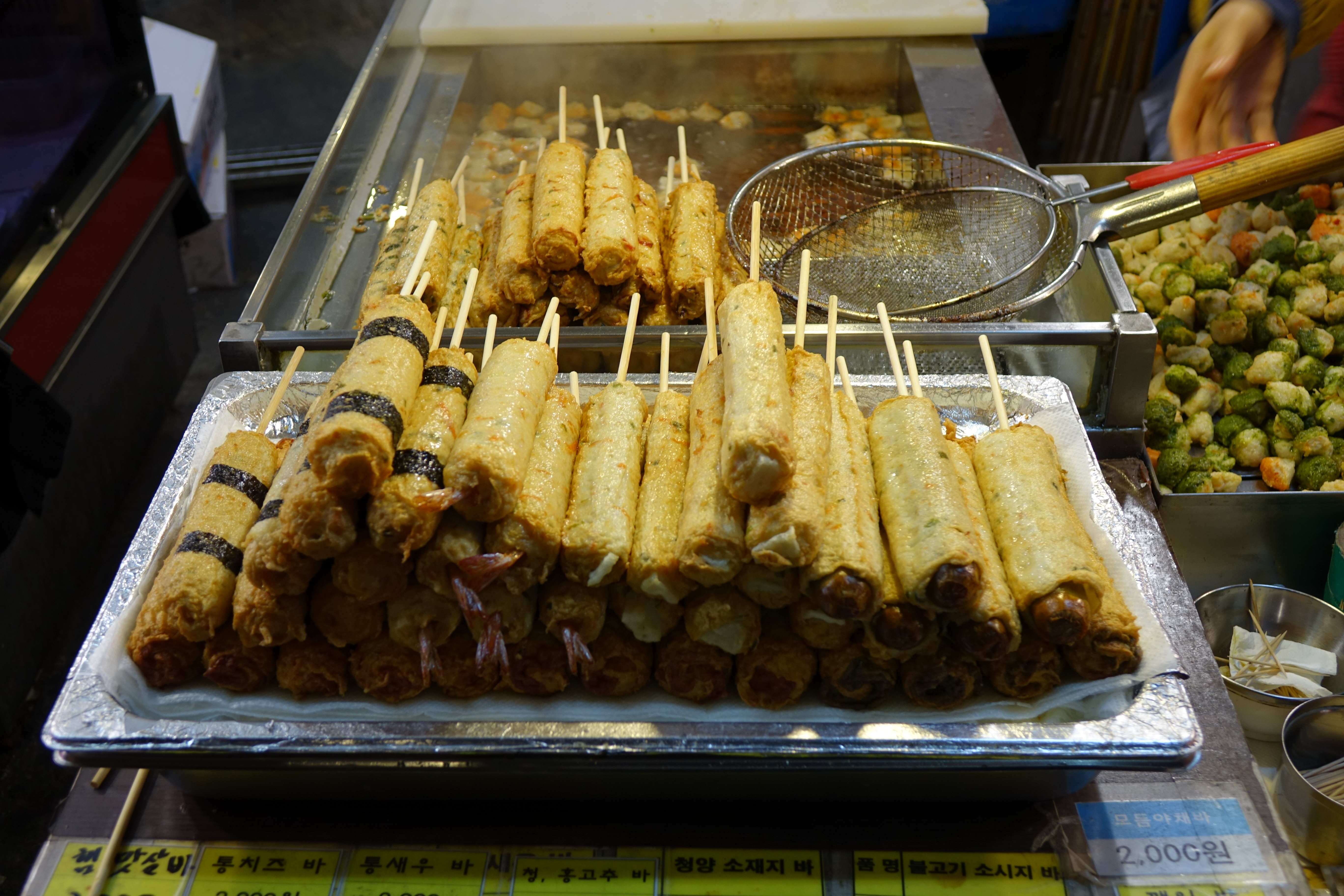
한국식 튀김 오뎅의 모습.

오뎅(일본어: おでん)은 일본에서 기원한 요리로서, 여러 가지 어묵을 무, 곤약 등과 함께 국물에 삶아낸 요리이다.

## 어묵과 오뎅
일본어 ‘오뎅’은 요리 자체를 부르는 말이지만 한국어권에서는 ‘오뎅’을 탕에 쓰이는 낱개의 어묵을 부르는 말로 쓰고, 탕 전체는 ‘오뎅탕’으로 부른다.

## 재료
지역마다 특색이 있는게 있지만, 공통으로 10재료가 들어간다.

### 공통 10 재료
- 무 : 껍질을 벗기고, 작게 잘라서 사용한다
- 삶은 달걀 : 메추리알도 사용한다. 껍데기를 까서 사용한다.
- 다시마
- 곤약
- 실곤약 : 묶어서 먹기 쉽게 사용한다.
- 지쿠와
- 아쓰아게
- 간모도키
- 유부주머니 : 속재료는 떡이다.

### 지역, 점포, 취향에 따른 재료
- 한펜
- 소 힘줄
- 당근
- 미역
- 토란
- 감자
- 은행
- 죽순
- 양배추말이
- 버섯 : 표고버섯, 잎새버섯, 큰느타리
- 두부
- 냉동두부
- 가마보코
- 달팽이
- 문어
- 소시지
- 닭고기
- 토마토
- 우동
- 튀김어묵
  - 생선 완자
  - 츠쿠네
- 사오마이

## 같이 보기
- 덴가쿠
- 어묵